# Brachinus sallei
Brachinus sallei är en skalbaggsart som beskrevs av Maximilien de Chaudoir. Brachinus sallei ingår i släktet Brachinus och familjen jordlöpare. Inga underarter finns listade i Catalogue of Life.